# Pol Republicà
Pol Republicà (Pôle républicain, PL) és una organització política francesa creada durant les eleccions presidencials franceses de 2002 per a agrupar els comitès de suport a Jean-Pierre Chevènement. El 26 de gener de 2003, després del Congrés fundador del Moviment Republicà i Ciutadà, el PL es transformà en una confederació que agrupava el MCR i organitzacions associades. Cessà les seves activitats el 2004.
El comitè de suport a Chevènement, tot i ser originàriament d'esquerres, pretenia aplegar republicans tant de dretes com d'esquerres., i aplegà joves gaullistes com Jérôme Baloge, reialistes com Bertrand Renouvin, sobiranistes com William Abitbol, proper a Charles Pasqua, i comunistes com Anicet Le Pors. Els sobiranistes de dreta, els reialistes i nombrosos gaullistes deixaren el Pol després de les eleccions presidencials, decebuts per l'aliniament a l'esquerra del líder.
La línia política del moviment es basa per una banda en la sobirania de França, cosa que fa que se’l consideri antieuropeista, i en la defensa dels valors republicans, una república francesa indivisible, laica, democràtica i social. El 2002 es formà com a confederació que aplegava els següents partits: 
- Moviment Republicà i Ciutadà (MRC)
- Unió dels Republicans Radicals (U2R)
- Unió Gaullista (UGFR)
- Unió de Joves republicans (UJR)
- el Cercle de la Unió (antics membres d'UDF)
- Visca La República (VLR), esquerra sobiranista.

Es presentà a les eleccions legislatives franceses de 2002, però no va obtenir representació parlamentària. Des del 2004, el Pol desaparegué i les activitats de Chevènement es reduïren al MRC.